# Томсен, Сёрен Ульрик
Сёрен Ульрик Томсен (дат. Søren Ulrik Thomsen; 8 мая 1956, Калуннборг, Хольбек, Дания) — датский поэт, виднейшая фигура поколения 1980-х.

## Биография
Учился в школе вместе с Йенсом Финк-Йенсеном. Окончил Копенгагенский университет. Дебютировал книгой стихов в 1981 году.

## Книги
- City Slang, 1981
- Незнакомец под той же луной/ Ukendt under den samme måne, 1982
- Mit lys brænder. Omrids af ny poetik, 1985 (эссе о поэзии)
- Новые стихи/ Nye digte, 1987
- Hjemfalden, 1991
- En dans på gloser. Eftertanker om den kunstneriske skabelsesproces, 1996 (эссе о поэзии)
- Шок творения/ Det skabtes vaklen, 1996
- Det værste og det bedste, 2002
- Kritik af den negative opbyggelighed, 2005 (эссе, в соавторстве)
- København con Amore, 2006 (эссе)
- Repremiere i mit indre mørke, 2009 (эссе)
- Rystet Spejl, 2011

## Признание
Литературная премия газеты Weekendavisen (1991). Член Датской академии (1995). Limfjordsegnens Litteraturpris (2007). Ему посвящён документальный фильм Йоргена Лета Я жив (1999).